# Les Cinq Gentlemen maudits
Pour plus de détails, voir Fiche technique et Distribution.
Les Cinq Gentlemen maudits est un film français réalisé par Julien Duvivier en 1931.

## Synopsis
Cinq hommes font connaissance à leur arrivée au Maroc. Parmi eux, un jeune millionnaire, Le Guérantec. Au cours d'une fête locale où ils se conduisent fort mal, ils sont pris à partie par un sorcier, qui prédit leur mort à tous et dans un ordre précis. En effet, peu de temps après, le premier à avoir été maudit disparaît tragiquement.

## Fiche technique
- Réalisation : Julien Duvivier
- Scénario : Julien Duvivier d'après le roman de André Reuze
- Direction artistique : Lazare Meerson
- Photographie : René Moreau, Armand Thirard
- Montage : Marthe Poncin
- Musique : Jacques Ibert
- Production : Delac et Vandal
- Format : Noir et blanc - Son mono (Tobis-Klangfilm) - 1,20:1
- Genre : Drame
- Durée : 87 minutes
- Date de sortie :
  - Allemagne : 23 mars 1932
  - France : 7 juin 1932
- Affiche : Jean-Adrien Mercier

Le film est tourné en même temps par une équipe en français et une autre en allemand.

## Distribution
- Harry Baur : M. de Marouvelle
- René Lefèvre : Le Guérantec
- Rosine Deréan : Françoise
- Robert Le Vigan : Donald Strawber
- Marc Dantzer : Sydney Woodland
- Georges Péclet : le capitaine Lawson
- Jacques Erwin : Midlock
- Allan Durant
- Odette Barencey
- Mady Berry
- Manou

## Autour du film
- Une version allemande fut tournée par Duvivier, avec Anton Walbrook et Camilla Horn.
- Pendant le tournage, l'équipe du film fut elle-même victime d'une malédiction lancée par un vieux paysan arabe qui leur reprochait d'être assis sur des pierres tombales. Coïncidence ou non, il s'ensuivit des tas de drames. Plusieurs membres de l'équipe tombèrent malades, Harry Baur perdit sa femme peu de temps après et la pellicule prit feu lors d'une projection aux États-Unis.